# Bogdan Stancu
Bogdan Stancu (Pitești, 28 giugno 1987) è un ex calciatore rumeno, di ruolo attaccante.

## Carriera

### Club
Cresce nella Scuola Calcio Leo Ianovschi a Pitești per poi passare nel 2005 a 18 anni al Dacia Mioveni, società satellite dell'Arges Pitesti dove approda subito nel gennaio 2006 dopo essere stato autore di 3 gol in Divizia B.
Chiude però l'anno a zero gol in Divizia A e viene venduto all'Unirea Urziceni.
In Ialomița comincia a notarsi la bravura di questa punta agile e forte anche fisicamente. A fine campionato i gol saranno 5 e Stancu comincia a diventare un punto fisso anche in Nazionale Under 21 dove segna la doppietta con cui la Romania sconfigge i pari età inglesi.
Nell'ultima stagione conferma il suo talento ed è per questo acquistato durante il mercato estivo dalla Steaua per sostituire Nicolae Dică.
Nella sua prima stagione in ros-albastru realizza 11 gol in Campionato ed è il miglior marcatore della squadra a pari merito col greco Kapetanos.
Il 20 gennaio 2011 si trasferisce al Galatasaray per 6 milioni di Euro e firma un contratto di quattro anni e mezzo.
Nell'estate successiva, dopo quattordici partite e due reti segnate, passa in prestito oneroso all'Orduspor.

### Nazionale
Viene convocato per gli Europei 2016 in Francia. Nella prima partita del torneo, contro la Francia, segna su calcio di rigore il gol del momentaneo pareggio. Nel secondo match segna nuovamente su rigore il gol del momentaneo 1-0 contro la Svizzera, diventando il primo giocatore rumeno a segnare più di una rete per la sua nazionale in un europeo.